# Schwarzer Schneckenjäger

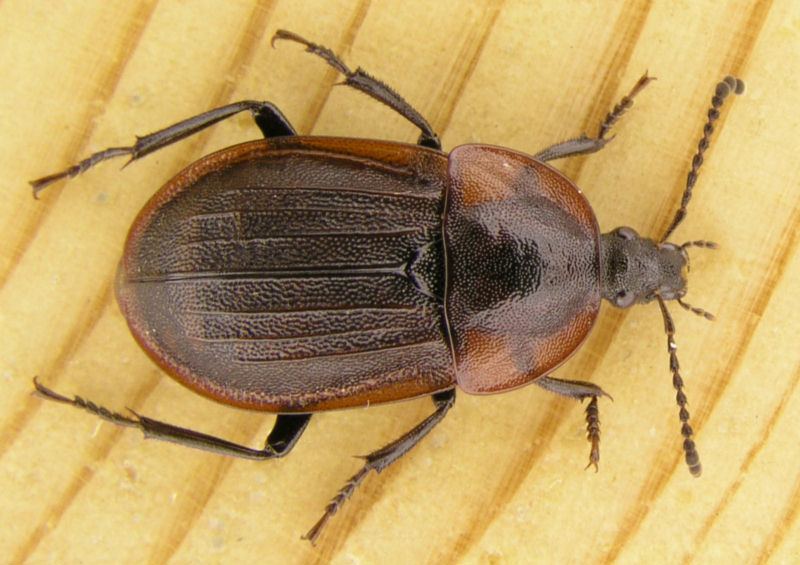
Junger Käfer

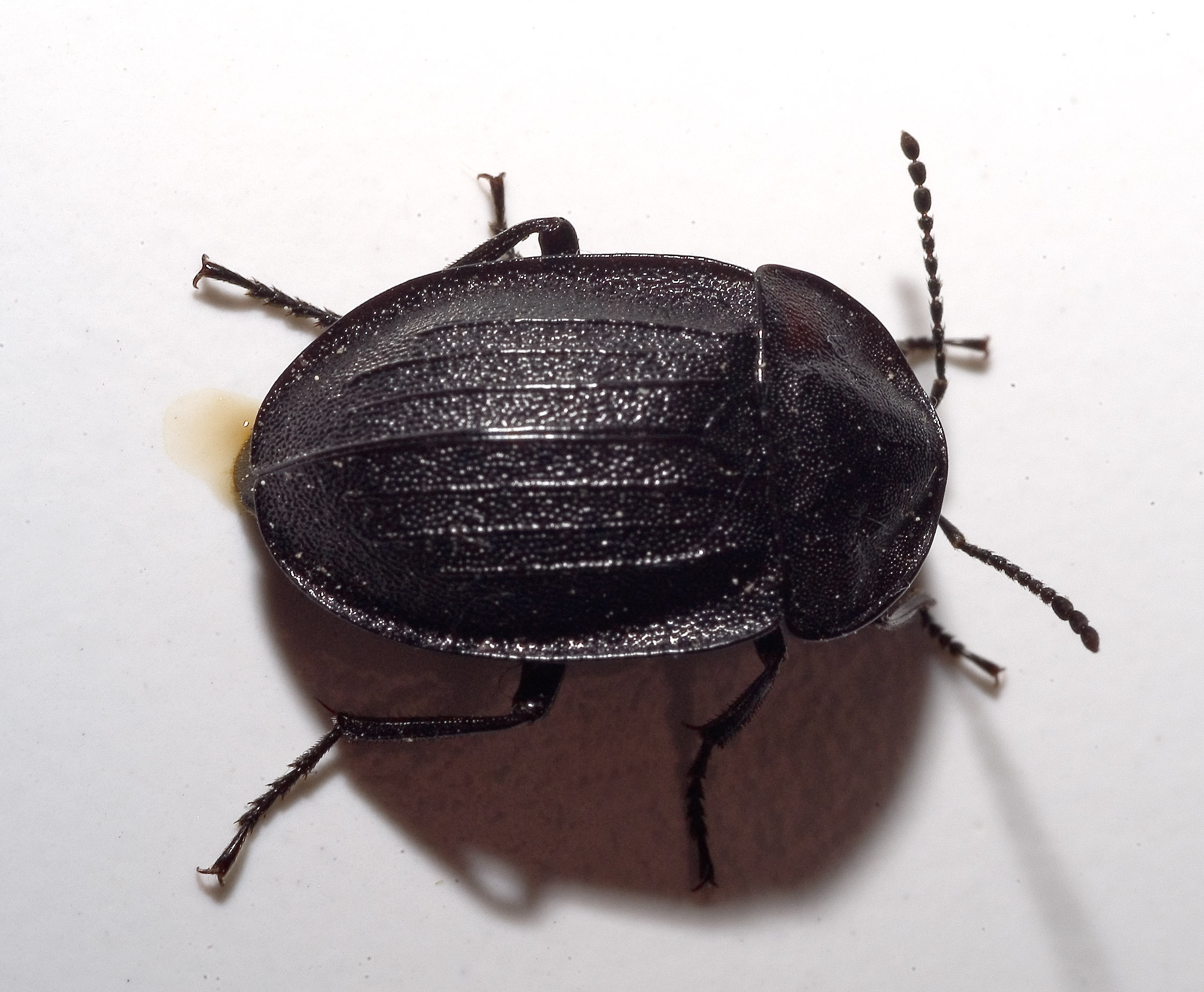
Käfer mit zurückgezogenem Kopf

Der Schwarze Schneckenjäger oder Schwarze Aaskäfer (Phosphuga atrata) ist ein Käfer aus der Familie der Aaskäfer (Silphidae).

## Merkmale
Die Käfer werden 10 bis 15 Millimeter lang und haben einen ziemlich flachen und ovalen Körper. Die Grundfärbung des Chitin-Panzers ist schwarz, jüngere Exemplare sind braun, es gibt aber auch eine hellbraune Form (f. pedemontana). Auf jeder der beiden Deckflügel befinden sich drei hervorstehende Längsrippen, dazwischen ist die Oberfläche gerunzelt. Der Rand der Deckflügel ist etwas nach oben gebogen. Der Kopf ist verlängert und steht deutlich vom Rest des Körpers ab. Die elfgliedrigen Fühler sind halb so lang wie der Körper, fadenförmig und am Ende leicht verdickt. Die letzten drei Glieder sind fein behaart.

## Vorkommen
Die Tiere sind in Europa und Asien östlich bis nach Japan sehr weit verbreitet. Nördlich erstreckt sich ihr Verbreitungsgebiet über den Polarkreis hinaus. Man findet sie häufig an feuchten Stellen, zum Beispiel unter Laub und loser Rinde und im Moos.

## Lebensweise
Die Käfer haben eine versteckte Lebensweise. Ihr abgeflachter Körper ermöglicht es ihnen, in enge Spalten zu kriechen. Die Tiere jagen am Boden Schnecken. Bei Gehäuseschnecken können sie mit ihrem schmalen, abstehenden Kopf in die Gehäuse vordringen, falls die Schnecke sich zurückgezogen hat, um sie mit einem Giftbiss töten zu können. Die Larven sind ebenfalls schwarz und flach; auch sie ernähren sich von Schnecken. Sie verpuppen sich im Boden. Bei Gefahr sondern die Käfer eine gelbliche Flüssigkeit aus und ziehen den Kopf unter den Halsschild zurück.